# 鄧顯權
鄧顯權（1985年—），香港公務員，曾任葵青民政事務專員。鄧在2008年起於香港政府任職政務主任，及後在政府總部多個政策局任職。他在2021年獲派至葵青民政事務處出任葵青民政事務助理專員，及後於2022年9月躍升為葵青民政事務專員，至2025年8月離任。

## 早年生活
鄧顯權在1985年出生於英屬香港葵涌，並在區內成長。他在中學時期曾入讀銅鑼灣的皇仁書院，亦常於北葵涌公共圖書館自修，畢業時在2003年的香港高等程度會考中取得三優二良佳績。及後，他如願入讀香港大學，亦曾前往加利福尼亞大學戴維斯分校當交換生，最終取得社會科學學士學位。

## 公務員生涯

### 生涯初期

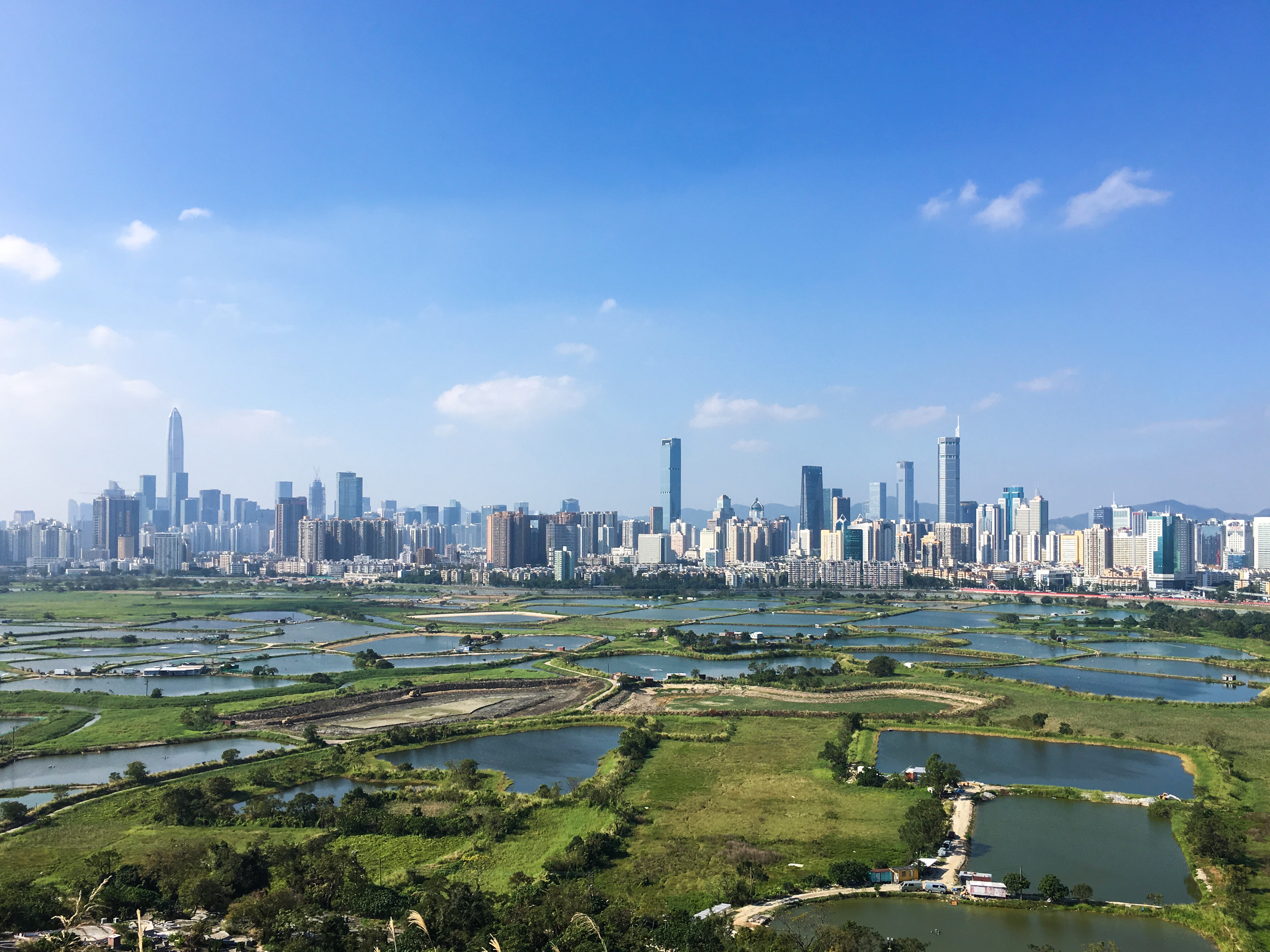
鄧顯權在2016年統籌邊境禁區圍欄重置工程

鄧顯權在2008年加入香港政府受聘為政務主任，而在首個崗位上則獲派於政府總部的食物及衞生局供職。他在2010年被調任至政制及內地事務局出任助理秘書長，曾協助局方處理2012年香港政治制度改革的工作，當中曾與常任秘書長羅智光出席多個區議會等諮詢場合。另外，他亦曾參與出席港澳合作高層會議的港府代表團，就香港及澳門的政策及行政合作提供支援。及後，他在2013年調職至保安局，曾處理修訂香港邊境禁區範圍、更新與捷克和西班牙等國的引渡協議及設立新香港海關的資訊系統等工作。在任內，他於2016年的重置邊境禁區圍欄工程上更出任項目主管統籌多個部門及承辦商的工作。
鄧在2017年3月移至勞工及福利局任職，主責兒童福利政策，曾參與制訂保護兒童免受虐待的程序指引，以及防止青少年自殺的工作，並出席兒童事務委員會解釋有關工作。另外，他亦負責婦女權利及性別議題，當中曾回應港府內的性別認同及相應措施及跟進的事宜，並兼任婦女事務委員會的秘書。最後，他在2021年9月離開政府總部。

### 任職葵青區
鄧顯權在2021年9月從政府總部調任至民政事務總署，獲派於葵青區擔任葵青民政事務助理專員。他負責葵青民政事務處的多項事務，曾為香港中華廠商聯合會於區內舉行的年度美食嘉年華提供支援，贊助地區組織的文化及藝術活動及出席包括國慶節及中共百周年黨慶在內的各項典禮儀式等。與此同時，他因在協助民政事務專員鄭健於區內應對2019冠狀病毒病疫情上表現突出，故此於2022年7月27日在香港2022年度授勳及嘉獎名單獲頒發行政長官公共服務獎狀。
鄧在2022年9月13日接替上司鄭健，晉升為葵青民政事務專員，並在同月30日獲委任為官守太平紳士。他在上任後重辦連續14年停辦的葵青區體育節，更在閉幕日比賽邀請保安局、七支紀律部隊、香港立法會及各個區內組織同場競技，希望鼓勵青少年參與體育運動。另外，他亦就中國共產黨第二十次全國代表大會舉辦二十大精神座談會。就地區建設，他積極尋求改造日漸失去吸引力的青嶼幹線訪客中心及觀景台，重新吸引人流並成為區內重要設施，甚至為此進行全港首個地區工程的公眾諮詢。
因應2023年香港選舉改革，鄧在第七屆區議會會期於2024年1月1日起開始時起兼任葵青區議會主席。他在2023年9月12日於第六屆區議會最後一場會議中，表示將悉心守護區議會的招牌。在擔任區議會主席後，他強調民政處、關愛隊及區議會相互配合，以及與區內政治勢力、商界、長者和青年人的合作，鼓勵各方積極參與，並在各個項目及活動上加添各界的構成元素，以維繫社區的鄰里情誼。另外，他亦因葵青貨櫃碼頭位於葵青區內，積極配合航運物流業發展，更因而率領區議員參觀香港海關的海關總部大樓和昂船洲船隊基地。他在2025年8月11日卸任專員及太平紳士，由梁乘龍接任。

## 榮譽

### 嘉獎
- 行政長官公共服務獎狀（香港2022年度授勳及嘉獎名單；2022年7月27日）[25]

### 殊勳
- 官守太平紳士（J.P.）（2022年9月30日－2025年8月10日）[26]

### 頭銜
- 鄧顯權，JP（Huggin Tang, JP，2022年9月30日－2025年8月10日）[26]

## 注脚
1. ↑  自2024年1月1日起，葵青民政事務專員兼任葵青區議會主席。